# شرلی بسی
شرلی بَسی (انگلیسی: Shirley Bassey؛ زادهٔ ۸ ژانویهٔ ۱۹۳۷) خوانندهٔ اهل ولزِ بریتانیا است. وی از سال ۱۹۵۳ میلادی تا کنون مشغول فعالیت بوده‌است.
شرلی بَسی، که دارای نشانِ بانوی فرماندهِ رتبهٔ امپراتوری بریتانیا است، «یکی از مشهورترین خوانندگان زن بریتانیا در نیمهٔ دوم قرن بیستم» نام گرفته‌است.